# Santiago Ingino
Santiago Ingino (Santa Fe, Argentina; 28 de julio de 1992) es un futbolista argentino. Juega como mediocampista central, aunque también puede desempeñarse como mediocampista por derecha, y su primer equipo fue Unión de Santa Fe. Actualmente milita en El Quillá del Torneo Regional Amateur.

## Trayectoria
Sin haber debutado profesionalmente formó parte del plantel de Unión de Santa Fe, donde realizó sus divisiones juveniles llegando a categoría reserva, hasta finales del año 2012.
En el año 2013 se incorpora a Gimnasia y Esgrima de Ciudadela, de la Liga Santafesina de Fútbol, donde militó por una temporada, disputando la totalidad de los partidos como titular.
Al siguiente año es contratado por Plaza Colonia de Uruguay, donde debuta como profesional y logra el ascenso a la Primera División.

## Clubes
| Club                            | País      | Año       |
| ------------------------------- | --------- | --------- |
| Unión de Santa Fe               | Argentina | 2011-2012 |
| Gimnasia y Esgrima de Ciudadela | Argentina | 2013      |
| Plaza Colonia                   | Uruguay   | 2014-2015 |
| El Quillá                       | Argentina | 2015-Act. |

### Estadísticas
- Actualizado al 7 de noviembre de 2023

| Club                    | Div.                | Temporada           | Liga | Liga | Copa Nacional | Copa Nacional | Copa Internacional | Copa Internacional | Total | Total |
| Club                    | Div.                | Temporada           | PJ   | G    | PJ            | G             | PJ                 | G                  | PJ    | G     |
| ----------------------- | ------------------- | ------------------- | ---- | ---- | ------------- | ------------- | ------------------ | ------------------ | ----- | ----- |
| Plaza Colonia · Uruguay |                     |                     |      |      |               |               |                    |                    |       |       |
| 2.ª                     | 2014/15             | 13                  | 0    | -    | -             | -             | -                  | 13                 | 0     |       |
| Total                   | Total               | 13                  | 0    | -    | -             | -             | -                  | 13                 | 0     |       |
| El Quillá Argentina     |                     |                     |      |      |               |               |                    |                    |       |       |
| 4.ª                     | 2022/23             | 7                   | 0    | -    | -             | -             | -                  | 7                  | 0     |       |
| 4.ª                     | 2023/24             | 2                   | 0    | -    | -             | -             | -                  | 2                  | 0     |       |
| Total                   | Total               | 9                   | 0    | -    | -             | -             | -                  | 9                  | 0     |       |
| Total en su carrera     | Total en su carrera | Total en su carrera | 22   | 0    | -             | -             | -                  | -                  | 22    | 0     |

## Palmarés
| Título                     | Club          | País    | Año  |
| -------------------------- | ------------- | ------- | ---- |
| Ascenso a Primera División | Plaza Colonia | Uruguay | 2015 |